# 肯波拉圣吉奥瓦尼
肯波拉圣吉奥瓦尼（義大利語：Campora San Giovanni），當地方言舊稱Campura San Giuvanni或Campura Santu Janni，是意大利卡拉布里亞大區科森扎省阿曼泰亚的分區，近卡坦札羅省的邊界。

## 經濟
經濟是基於農業及旅遊，自1950年代以來，已培養和發展紅洋蔥，出售到國內與國外市場。在過去二十年之內，出口這紅洋蔥產品，再加上其他商業活動對於當地經濟有利。
當地也是海濱度假勝地。2003年位於肯波拉的碼頭落成，可便捷地連接另一個旅遊勝地埃奧利群島。
對外交通方面，本村位於SS18公路上，有鐵路，並仳鄰A3高速公路，可通往拉梅齊亞泰爾梅國際機場。

## 地理

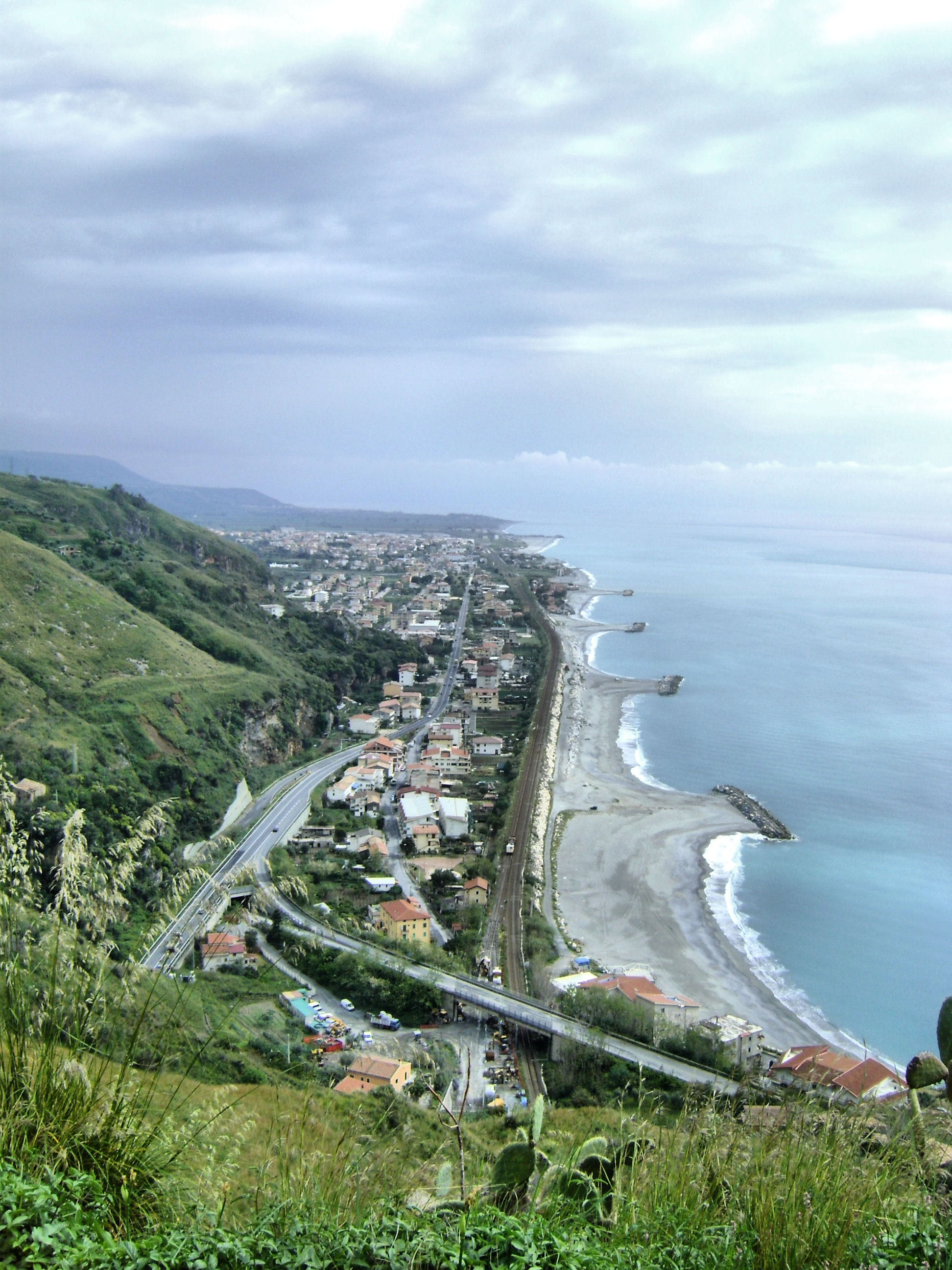
肯波拉圣吉奥瓦尼的海岸

肯波拉圣吉奥瓦尼位於第勒尼安海沿岸。

## 歷史建築物
一座十四世紀的大塔是唯一顯著的建筑物。

## 小村
肯波拉圣吉奥瓦尼領土可分成以下幾個村莊：
- 澳格拉托村
- 卡拉特里村
- 柯羅尼村
- 科扎村
- 库枯瓦里亚村
- 匪拉维特村
- 蓋洛村（南部部分）
- 尹贝利村
- 瑪拉諾村
- 瑪麗村
- 米拉貝村
- 奧利瓦村
- 匹阿纳卡瓦罗村
- 匹阿纳毛里村
- 普林西培萨村
- 李贝斯村
- 茹巴诺村
- 維拉諾瓦村

## 當地美食
卡拉布里亞美食通常來自於農業和漁業傳統。它包括簡單菜餚，複雜糕點及豬肉，香腸等。典型的菜餚例如：

### 葡萄酒
當地葡萄酒顯著，特別是紅葡萄酒; 最著名的是savuto和蓋洛品種。

## 雜項
- 主要教堂是奉獻給聖彼得使徒，建設於1956年。當地的主保聖人是聖方濟各保拉，在每年9月1日至3日的瞻禮慶期，附近鄉村的村民會前來朝聖，並舉辦巡遊，有時伴以飾以鮮花和還願物的拖車。

## 外部連結
- 肯波拉圣吉奥瓦尼線網絡協會